# Doctrinale Puerorum
Doctrinale Puerorum ("Dottrinale dei bambini") è una grammatica scritta, nei primi anni del XIII secolo, dal monaco francese Alexander de Villedieu.
Il testo, derivato dagli studi realizzati da Prisciano, costituì la base dell'insegnamento della grammatica per circa due secoli, dal XIII al XIV secolo. Lo stesso Villadieu scrisse un trattato sui primi elementi di matematica intitolato Canto de Algorismo.